# Основной закон: Израиль — национальное государство еврейского народа

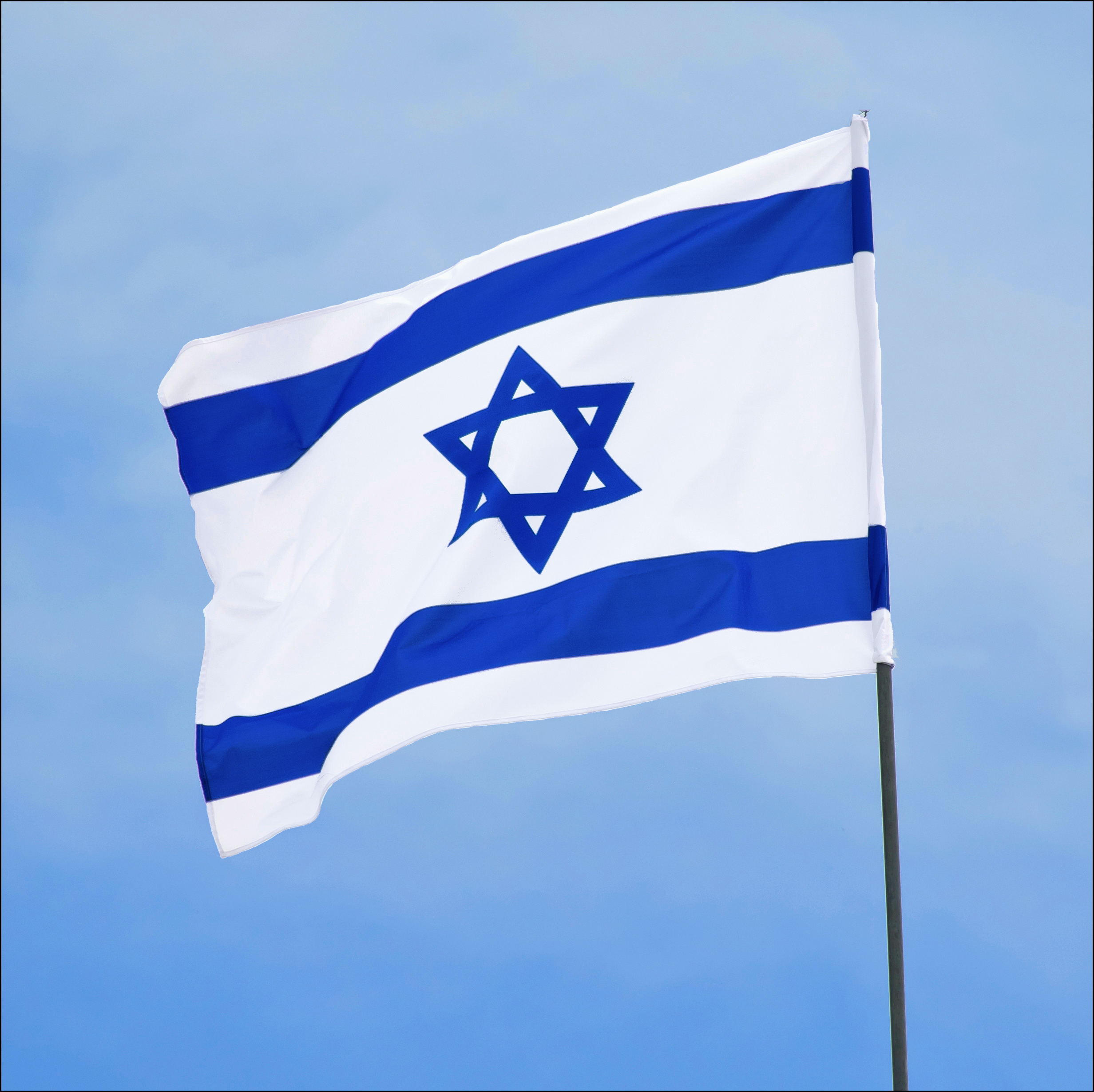
Флаг Израиля

Герб Израиля

Основной закон: Израиль — национальное государство еврейского народа (ивр. חוק יסוד: ישראל – מדינת הלאום של העם היהודי‎), также известен как Закон о национальном государстве (ивр. חוֹק הַלְּאוֹם‎) — один из основных законов Государства Израиль, принятый 19 июля 2018 года.
В июле 2017 года была создана Особая комиссия Кнессета во главе с депутатом Амиром Оханой (из партии «Ликуд»), которая разрабатывала редакцию законопроекта. Комиссия провела десятки часов заседаний, заслушала сотни политиков, общественных деятелей, юристов и философов.
После многочасовых дискуссий большинством в 62 голоса против 55 при 2 воздержавшихся законопроект был утверждён и стал тринадцатым основным законом Государства Израиль.
Закон является в основном декларативным и символическим, но при этом вызвал как и поддержку в Израиле как закрепляющий статус страны государства как национального дома евреев, так и критику внутри страны и в мире, как «расистского» и «недемократического».

## Содержание закона
1. Израиль — национальное государство еврейского народа.
2. Cимволы государства (флаг, герб, гимн).
3. Иерусалим — единая и неделимая столица Израиля.
4. Единственный государственный язык — иврит; оговорен особый статус арабского языка.
5. Еврейская репатриация (алия).
6. Установлены обязанности правительства по отношению к еврейскому поселенчеству.
7. Статус еврейского календаря как официального, наряду с григорианским.
8. День независимости Израиля и дни поминовения.
9. Суббота и еврейские праздники.
10. Сила закона.

## Критика
Закон вызвал острые дискуссии в Израиле и за границей. В частности, против закона высказывались бывший юридический советник правительства Йехуда Вайнштейн, бывший министр от Ликуда Моше Аренс, Президент Израиля Руби Ривлин, Натан Щаранский.
Закон осудили арабские и израильские левые партии, а также глава оппозиции Ицхак Герцог.
Закон осудил также Бени Бегин, сын сооснователя «Ликуда», в конечном счёте воздержавшийся при голосовании.
Европейский союз высказал обеспокоенность законом, заявив, что он усложнил переговорный процесс.
Канал CNN отмечает, что в законе не упоминаются ни право на равенство, ни права меньшинств, что противоречит положениям Декларации независимости Израиля 1948 года.
Некоторые арабские страны, такие как Египет, Сирия, Катар, Иордания, Саудовская Аравия и Ливан, ряд международных организаций — Лига арабских государств, Организация исламского сотрудничества, Всемирная исламская лига, а также Организация освобождения Палестины осудили закон, назвав его «расистским».
Глава Антидиффамационной лиги выразил обеспокоенность законом, заявив, что, хотя он согласен с многими пунктами, закон вызывает опасения относительно преданности правительства плюрализму и демократии.
22 июля 3 друзов-членов Кнессета и лидеры друзских общин подали иск в Верховный суд Израиля с требованием изменить закон полностью либо внести в него изменения. После этого министр финансов Израиля Моше Кахлон («Кулану»), проголосовавший за принятие закона, признал, что это «было сделано слишком поспешно».
Кроме того, 31 июля иск подала партия «Мерец», утверждая, что закон неконституционный, нарушает принцип равенства и «закрепляет дискриминацию в основном законе». 4 августа 2018 года десятки тысяч людей вышли на демонстрацию против «хок ха-леом». Среди ораторов были мэр Тель-Авива Рон Хульдаи, глава друзской общины шейх Тариф Муафак и бывший глава Шабака Юваль Дискин.

## Поддержка
Политолог Эммануэль Навон в своей статье, опубликованной 18 июля, объясняет необходимость принятия Закона в том числе и возросшим в последние 20 лет активизмом Верховного суда Израиля, фактически поставившего себя над Кнессетом. Согласно Навону, в формуле «Еврейское демократическое государство» Верховный суд зачастую пренебрегает правами Израиля как еврейского государства и считает, что Декларация независимости не имеет конституционного значения.
Друз Аюб Кара, поддержавший Закон депутат от партии «Ликуд», заявил, что Закон «не превращает нас в граждан второго сорта … а наоборот — дополняет (их) и не противоречит Закону „Достоинство и Свобода человека“. Новый Закон никоим образом не ущемляет личные права, гарантированные для всех граждан Израиля». Кара также сказал, что продолжит отстаивать свою точку зрения, несмотря на угрозы ему и его семье, инициированные, по его мнению, депутатами от блока «Объединённый арабский список». Его позицию также разделил Атта Фархат — глава «Сионистского совета друзов», сказавший в интервью радиостанции 103 FM, что, «если в законе будут фигурировать другие общины, то Израиль перестанет быть еврейским государством», сам Закон «не является ножом в спину этнических меньшинств», а он как друз предпочитает жить при еврейской, а не при мусульманской власти. Он также обвинил «левые силы», «Новый израильский фонд» и поддерживаемые фондом организации в попытке манипулировать друзской общиной с целью смены существующего правительства.
27 июля в посольстве Израиля в России заявили, что принятие Закона связано с «участившимися попытками … оспорить право Израиля на существование и отказать еврейскому народу в праве на национальный дом», и что Закон «не затрагивает и не ущемляет существующие права отдельных лиц или меньшинств, гарантированные израильским гражданам вне зависимости от их вероисповедания и происхождения…».
Премьер-министр Биньямин Нетанияху в связи с критикой Закона заявил, что «Государство Израиль — национальное государство еврейского народа с полным равенством прав для всех граждан страны», в том числе и в Основном законе «Достоинство и Свобода человека» и в «законах, гарантирующих полное равенство прав, начиная с права выбирать и быть избранным в кнессет до любого другого индивидуального права …». Он также обратился к друзской общине, написав о своих встречах с её представителями и заверив, что в Законе «нет ничего, что нарушает их права как равноправных граждан Государства Израиль, и нет ничего, что меняет особый статус друзов в Израиле».
По заявлению специалиста по конституционному праву Евгения Конторовича в законе нет ничего расистского и необычного, а подобные положения касающееся национальной принадлежности государства присутствуют в конституциях ряда европейских государств, таких как Ирландия, Латвия и Словакия.
Согласно опросу общественного мнения, проведённого 30 июля агентством Panels Politics по заказу Walla! News, 58 % израильтян поддерживают закон о еврейском характере Государства Израиль, а 34 % — выступают против закона. Согласно тому же опросу, 54 % считают борьбу друзов против закона справедливой.